# Magento
Magento este o platformă utilizată de website-urile e-commerce din întreaga lume. Programul a fost creat inițial de Varien Inc., o companie privată din Statele Unite, care avea sediul central in Culver City, California. La dezvoltarea programului au asistat și voluntari.
Prima versiune pentru uz general-disponibil a fost publicată de către Varien la data de 31 martie 2008. Directorul General și fondatorul Varien, Roy Rubin, a vândut ulterior o cotă substanțială către eBay, care în final a achiziționat și ulterior a desființat compania. 
În mai 2015, un studiu realizat de aheadWorks a declarat cota de piață a Magento între cele mai populare platforme de e-commerce ca fiind de aproximativ 29,8%. Peste 250.000 de comercianți din întreaga lume utilizează platforma Magento Commerce.
Magento utilizează sistemul de management de baze de date relaționare MySQL/MariaDB, limbajul de programare PHP și elemente Zend Framework. Acesta folosește convențiile programării bazate pe obiecte și arhitectura de tip model-vizualizare-control. De asemenea, Magento utilizează modelul entitate-atribut-valoare pentru a stoca date.
Beneficiile majore ale Magento includ licența open-source, conținut SEO-friendly și o ușoară integrare a gateway-ului de plată.

## Istoric
Dezvoltarea programului Magento a debutat, oficial, la începutul anului 2007. Șapte luni mai târziu, în 31 august 2007, a fost lansată prima versiune publică de tip beta. 
Varien, compania deținătoare a Magento, a lucrat inițial cu osCommerce. Planul inițial era de a ramifica osCommerce, însă mai târziu a decis să rescrie programul drept Magento.
În februarie 2011, eBay a anunțat că a făcut o investiție în Magento în 2010, având o valoare de 49% din cota de proprietate a companiei.
În 6 iunie 2011, eBay a anunțat că va achiziționa și restul din Magento, care se va adăuga noii sale inițiative X.Commerce. Directorul General și membru co-fondator al Magento, Roy Rubin, a scris pe blog că Magento va continua să funcționeze în afara Los Angeles, avându-i pe acesta și pe Yoav Kutner drept lideri.
În aprilie 2012, Yoav Kutner a părăsit Magento, argumentând că viziunea Magento s-a modificat ulterior achiziționării programului de către eBay, datorită schimbărilor majore la nivelul personalului.
Ca rezultat al despărțirii de eBay în urma incursiunii lui Carl Icahn, Magento a fost transformat în companie independentă de către fondul de echitate privată Permira, la data de 3 noiembrie 2015.
În toamna anului 2015, s-a descoperit că un defect critic la nivelul sistemului a expus utilizatorii unui atac de răscumpărare.

## Prezentare generală
Magento este furnizorul a două platforme diferite, Magento Community Edition  și Magento Enterprise. Au existat, de asemenea, și două platforme inițiale, Professional Edition și Magento Go.

### Magento Community Edition
Magento Ediția pentru Societăți Comerciale este un sistem de management de conținut de tip open-source. Ediția conține numeroase caracteristici și oricine poate modifica sistemul central al versiunii pentru Societăți Comerciale. Programatorii pot implementa fișierele esențiale și extinde funcționalitatea, adăugând noi module plug-in furnizate de alți programatori. Din 2007, de când a fost lansată prima versiune beta, Ediția pentru Societăți Comerciale s-a dezvoltat și personalizat astfel încât să devină o platformă de bază pentru eCommerce. Cea mai nouă versiune este 2.0, care a fost lansată la data de 18 noiembrie 2015.

### Magento Enterprise
Derivată din Magento Ediția pentru Societăți Comerciale, Magento Ediția pentru Întreprinderi această ediție conține aceleași fișiere principale. Spre deosebire de Magento Ediția pentru Societăți Comerciale, aceasta nu este gratuită, însă dispune de caracteristici și funcționalități suplimentare. Această ediție este destinată întreprinderilor mari, care necesită suport tehnic pentru instalare, utilizare, configurare și depanare. Deși Ediția pentru Întreprinderi are taxe anuale pentru mentenanță, nici această ediție, așa cum nici ediția pentru Societăți Comerciale, nu asigură găzduirea. Echipa Magento contribuie la dezvoltarea Ediției pentru Întreprinderi, cooperând în acest sens cu utilizatorii și cu terții. Ultima versiune este 1.14.0.1, care a fost lansată în 13 mai 2014.

### Magento Go
Magento Go este o soluție eCommerce de tip cloud-based, care include găzduire web de către Magento Inc. Aceasta a fost lansată în februarie 2011 pentru a sprijini întreprinderile mici, iar această ediție nu necesită instalarea programului. Magento Go conține module încorporate și îi pot fi adăugate extensii Magento pentru mai multă funcționalitate, însă este totuși platforma cea mai puțin personalizabilă. În 1 iulie 2014, Magento Inc. a anunțat că va închide platforma Magento Go începând cu data de 1 februarie 2015.

## Caracteristicile Magento
Magento sprijină un sistem de șablon Web care generează multiple pagini asemănătoare și teme personalizabile.

### Teme
Magento oferă o temă de bază care înființează un website eCommerce. Tema este concepută astfel încât să personalizeze toate paginile adăugând sau editând PHP, HTML și CSS. Utilizatorii Magento pot instala teme care modifică aspectul website-ului sau funcționalitatea acestuia. Temele pot fi alternate prin instalarea Magento, fără a pierde din conținut sau din schema paginilor. Temele sunt instalate prin încărcarea dosarelor conținând teme, utilizând FTP sau SSH, și prin aplicarea acestora utilizând sistemul de administrator.

### Module
Programatorii Magento au creat plugin-uri Magento care au menirea de a extinde funcționalitatea de bază oferită de program. Utilizatorii Magento pot instala module prin descărcarea lor și încărcarea acestora pe serverul lor, sau aplicând cheia de extensie a modulului în Magento Connect Manager.

### Integrare
Magento le permite utilizatorilor să integreze numeroase domenii de nume diferite într-un singur panou de control și să administreze mai mult de un magazin în același timp, într-un singur panou de control, cu un singur administrator.

## Conferința Magento „Imagine eCommerce”
„Immagine eCommerce” este Conferința anuală Magento eCommerce și are loc anual, încă din anul 2011. Primul eveniment de acest gen a avut loc în Los Angeles, în februarie 2011, iar la acesta au participat mai mult de 600 de comercianți, parteneri și programatori Magento. Scopurile principale ale acestui eveniment sunt împărtășirea de idei legate de ecommerce, precum și oferirea oportunităților de creare de legături.

## Certificare Magento
Există patru tipuri diferite de certificări Magento. Trei dintre acestea au ca scop dovedirea competenței programatorilor în implementarea modulelor, iar unul – Certificat de Specialist în Soluționare – vizează utilizatorii întreprinzători (consultanți, analiști, manageri de proiecte). Certificarea Programatorului Front End Magento se concentrează în special pe îmbunătățirea interfeței utilizatorului pentru aplicațiile incluse. Această certificare este asociată cu șabloanele, schemele, Javascript-ul și CSS-ul. Certificarea de Programator Magento este orientată spre programatorii back end care implementează modulele principale. Certificarea Plus testează înțelegerea aprofundată a modulelor Magento pentru Întreprinderi, precum și întreaga arhitectură.